# Cirrobasis
Cirrobasis is een geslacht van uitgestorven weekdieren uit de  familie van de Clausiliidae.

## Soorten
De volgende soorten zijn bij het geslacht ingedeeld:
- Cirrobasis venusta Conrad, 1874 †